# 瑛蓮
瑛蓮（えれん、1983年〈昭和58年〉4月22日 - ）は、日本の女優。京都府出身。血液型はA型。テンカラットを経て2021年5月から株式会社スピーディ所属。

## 出演

### 映画
- 今日、恋をはじめます（2012年12月8日）
- ゼンタイ（2013年8月31日）
- 豆大福ものがたり（2013年10月26日）
- TOO YOUNG TO DIE! 若くして死ぬ（2016年6月25日） - 神 役
- 青時雨（2016年7月18日、ユーロライブプレミアム上映） - 主演
- 闇金ドッグス4（2016年12月10日）
- ひかりのたび（2017年9月16日） - 生田優子 役
- 万引き家族（2018年6月8日）
- 長いお別れ（2019年5月31日）
- 犬も食わねどチャーリーは笑う（2022年9月23日）[2]

### 短編映画
- 第8回茅ヶ崎映画祭上映作品 江ノ島シネマ「海辺の迷子たち」（2019年6月15日 - 30日）

### テレビドラマ
- 恋愛検定 第3話（2012年6月17日、NHK BSプレミアム） - 金子杏 役
- 花咲舞が黙ってない 最終話（2014年6月18日、日本テレビ） - 坂田美由紀 役
- ワカコ酒 Season2 第9話（2016年3月4日、BSジャパン） - ミツコ 役
- ゆとりですがなにか 第2話 - 最終話（2016年4月24日 - 6月19日、日本テレビ） - 道上ユカ 役
  - ゆとりですがなにか 純米吟醸純情編（2017年7月2日・9日）
- 実況される男 第4話・第10話（2016年11月5日・12月17日、フジテレビ）
- オトナの土ドラ 真昼の悪魔（2017年2月4日 - 3月25日、東海テレビ・フジテレビ系） - 浅川純 役
- 奥様は、取り扱い注意 第3話（2017年10月18日、日本テレビ） - 島崎 役
- 監獄のお姫さま 第8話・第9話（2017年12月5日・12日、TBS） - ヤン 役
- オモヒデ座 第1回 戸塚銀座商店街編「私たちが貯金する理由」（2018年2月17日、NHK BSプレミアム）
- アンナチュラル 第8話（2018年3月2日、TBS） - 結城 役
- 連続ドラマW バイバイ、ブラックバード 第4話（2018年3月10日、WOWOW）
- 月曜名作劇場 西村京太郎サスペンス 十津川警部シリーズ5「京都・嵯峨野殺人迷路」（2018年4月9日、TBS） - 井岡さつき 役
- 警視庁・捜査一課長 第2話（2018年4月19日、テレビ朝日） - 押谷部李子 役
- グッド・ドクター 第4話（2018年8月2日、フジテレビ） - 大石薫 役
  - グッド・ドクター 再放送 第4話（2020年4月30日）
- 刑事7人 第5話（2018年8月8日、テレビ朝日） - 加納優美 役
- トレース〜科捜研の男〜 第4話（2019年1月28日、フジテレビ） - 相楽千尋 役
- わたし、定時で帰ります。 第2話・第3話（2019年4月23日・30日、TBS） - 瀬尾蓉子 役
- ミラー・ツインズ Season1 第4話・第5話（2019年4月27日・5月4日、東海テレビ・フジテレビ系） - 川西由紀 役
- 僕はまだ君を愛さないことができる 第13話 - 最終話（2019年11月19日 - 12月10日、フジテレビ） - シュレイ 役
- 恋はつづくよどこまでも（2020年1月14日 - 3月17日、TBS） - 中野藍 役
  - 恋はつづくよどこまでも 胸キュンダイジェスト（2020年4月14日 - 5月12日）
- 監察医 朝顔 新春SP（2021年） - 神野紗奈 役
- 科捜研の女 Season21 第2話（2021年10月28日、テレビ朝日） - 新井典子 役

### 配信ドラマ
- 危険なカンケイ（2013年7月1日 - 8月21日、BeeTV） - 近藤絵美 役
- 踊る大空港、或いは私は如何にして 踊るのを止めてゲームの ルールを変えるに至ったか。（2016年11月、ネスレシアター・スカイマーク機内）
- 僕はまだ君を愛さないことができる 第13話 - 最終話（2019年11月18日 - 12月9日、FOD） - シュレイ 役

### バラエティ番組
- 大人のしがらみ劇場〜絶体絶命アンサー〜「恐怖のご祝儀袋」（2016年7月16日、ABC）

### 舞台
- “STRAYDOG”Produce「心は孤独なアトム」（2013年10月3日 - 6日、シアターグリーン BIG TREE THEATER）
- “STRAYDOG”Produce「母の桜が散った夜」（2014年4月12日・13日、HEP HALL / 4月16日 - 20日、シアターサンモール）
- 劇団K助 第18回公演「タイムスリップ☆ファーザー」（2014年8月5日 - 10日、中野ザ・ポケット）
- M&Opplaysプロデュース「水の戯れ」（2014年11月1日 - 16日、本多劇場 / 11月22日、シアター・ドラマシティ / 11月24日、名鉄ホール / 11月29日・30日、KAAT神奈川芸術劇場大スタジオ） - 林鈴 役
- TAIYO MAGIC FILM第7回公演「ウェディングドレス2015」（2015年3月5日 - 15日、ウッディ・シアター中目黒）
- ペール・ギュント（2015年7月11日 - 20日、KAAT神奈川芸術劇場ホール / 7月25日・26日、兵庫県立芸術文化センター 阪急中ホール）
- シアターコクーン・オンレパートリー2015「青い瞳」（2015年11月1日 - 26日、Bunkamura シアターコクーン） - カオル 役
- ネオゼネレイター・プロジェクト 2017「ノスタルジア〜あなたがいないあの場所で〜」（2017年7月19日 - 23日、下北沢「劇」小劇場）
- スマッシュルームズ&SR「亡骸バスツアー」（2017年11月1日 - 7日、下北沢シアター711）[3]
- 月刊「根本宗子」 第16号「愛犬ポリーの死、そして家族の話」（2018年12月20日 - 31日、本多劇場） - 長女 役[4]
- 東京マハロ 第22回公演『「余白を埋める」-エリカな人々2019-』（2019年5月2日 - 6日、東京芸術劇場 シアターイースト）
- KAAT 神奈川芸術劇場プロデュース「ビビを見た!」（2019年7月4日 - 15日、KAAT神奈川芸術劇場大スタジオ）
- 月刊「根本宗子」 第17号「今、出来る、精一杯。」（2019年12月13日 - 19日、新国立劇場 中劇場）[5]
- ひきこもりを考える「世界に一つだけの創 痛いいたいイタイITAI居たい！」（2020年11月24日、本多劇場）

### CM
- 猫途鷹（2017年、中国CM）
- スクウェア・エニックス ドラゴンクエストモンスターズ スーパーライト「モンスターズの夏」篇（2018年7月）

### PV
- 燃え殻『すべて忘れてしまうから』スペシャルPV（2020年6月26日）[6]